# Il grande Lebowski
Il grande Lebowski (The Big Lebowski) è un film del 1998 scritto, prodotto, montato e diretto dai fratelli Coen.
Caratterizzato dalla scrittura e regia dei fratelli Coen e da un cast molto ricco che comprende Jeff Bridges, John Goodman, Steve Buscemi, Julianne Moore, Ben Gazzara,
Philip Seymour Hoffman e John Turturro, il film inizialmente fu accolto tiepidamente sia dal pubblico che dalla critica; tuttavia, nel tempo, fu rivalutato positivamente divenendo un film di culto.
Nel 2008 è stato inserito al quarantatreesimo posto tra i 500 migliori film della storia secondo Empire. Sempre in quell'anno, la stessa rivista ha inserito "Drugo" (in inglese "The Dude") al settimo posto nella lista dei 100 migliori personaggi cinematografici di tutti i tempi. Quando la lista è stata aggiornata nel 2015, è stato posizionato al decimo posto. Nel 2014 è stato scelto per la conservazione nel National Film Registry della Biblioteca del Congresso degli Stati Uniti.

## Trama
Los Angeles, 1991. Jeffrey Lebowski, detto "Drugo" (in inglese The Dude), è un hippy fannullone, assiduo fumatore di marijuana e appassionato di White Russian, che conduce una pigra e piacevole esistenza condita da frequenti partite di bowling. La sua vita disimpegnata è improvvisamente sconvolta dalla visita di due scagnozzi del magnate del porno Jackie Treehorn, che gli ingiungono, senza mezze misure, di pagare i debiti che sua moglie avrebbe accumulato nei confronti del loro boss. Durante l'aggressione i due tirapiedi si rendono conto di aver sbagliato persona, a causa di un bizzarro caso di omonimia col signor Jeffrey Lebowski, un miliardario locale. Prima di andarsene, però, uno dei due aggressori urina sul tappeto dell'ingresso della modesta abitazione di Drugo.
Drugo incontra successivamente al bowling i suoi amici e compagni di squadra, Donny e il veterano della guerra del Vietnam, Walter Sobchak, ai quali racconta il recente spiacevole accaduto. Incoraggiato da Walter, Drugo incontra l'altro Jeffrey Lebowski per chiedergli un indennizzo per il tappeto, irreparabilmente rovinato dal bandito. L'omonimo è un attempato e borioso miliardario, costretto su una sedia a rotelle da una seria ferita subita in gioventù durante la guerra di Corea. Visto che la sua richiesta viene più volte fermamente respinta dall'arrogante padrone di casa, Drugo decide sul momento di rubare uno dei magnifici tappeti persiani della lussuosa villa, riferendo a Brandt, il non troppo sveglio segretario del signor Lebowski, che il suo capo lo ha autorizzato a prendere un qualsiasi tappeto a sua scelta.
Nell'uscire dalla villa, Drugo s'imbatte in Bunny, la giovane e provocante moglie del miliardario, impegnata a dipingersi le unghie dei piedi ai bordi della piscina in compagnia di un losco figuro, a mollo e privo di sensi nella vasca della piscina. Durante il breve incontro Bunny gli propone le proprie prestazioni sessuali a pagamento, che lui declina seppur divertito. Tornato nella propria abitazione e sistemato il nuovo tappeto all'ingresso, Drugo può tornare a godersi il suo stile di vita, ma, mentre è intento ad ascoltare una delle sue musicassette sdraiato sul suo nuovo tappeto, è oggetto di una seconda violenta aggressione da parte di sconosciuti, nel corso della quale viene tramortito e derubato del nuovo tappeto.
Qualche giorno dopo, l'omonimo miliardario Jeffrey Lebowski contatta Drugo e gli riferisce che sua moglie Bunny è stata rapita. Il miliardario, sospettando che i rapitori siano gli stessi criminali che hanno aggredito Drugo, desidera ingaggiarlo affinché consegni come riscatto una valigetta contenente un milione di dollari ai rapitori, in cambio di una lauta somma per i suoi servizi. Drugo tuttavia, avendo visto la giovane età di Bunny e la sua fame di denaro, sospetta che in realtà la ragazza abbia organizzato il suo rapimento per costringere il marito a darle ancora più soldi. Nel frattempo Drugo, Donny e Walter passano alle semifinali del torneo di bowling: il loro prossimo avversario sarà Jesus Quintana, un giocatore di origine sudamericana dai modi eccentrici e bizzarri (Walter rivela che è un pederasta finito in galera per crimini sessuali) che si prende gioco di loro. 
L'incontro viene fissato per sabato, con grande disappunto di Walter che - essendosi convertito al giudaismo per sposare l'ex-moglie e volendo osservare lo shabbat - insiste perché la lega sposti la data. La stessa sera i rapitori, che si fanno chiamare i Nichilisti, chiamano Drugo per comunicargli le disposizioni riguardanti la consegna del riscatto e il suo amico Walter, che nel frattempo gli aveva spontaneamente offerto di assisterlo nel compito, suggerisce di consegnare ai malviventi una falsa valigetta, riempita con biancheria sporca, al posto di quella contenente il riscatto e liberare loro stessi la donna per tenersi il riscatto tutto per loro.
Al momento dell'incontro tuttavia il piano non va a buon fine e i rapitori prendono la falsa valigetta, fuggendo subito dopo in motocicletta. Nel corso di quella stessa notte la sgangherata auto del Drugo viene rubata nel parcheggio del bowling, con all'interno del bagagliaio la vera valigetta contenente il milione di dollari del riscatto. 
La stessa sera Maude Lebowski, la figlia di Jeffrey Lebowski, annoiata miliardaria, pittrice d'avanguardia e accesa femminista, contatta Drugo e lo incontra il giorno dopo nel proprio appartamento-atelier; gli rivela che è stata lei a riprendersi il tappeto (un regalo di sua madre) e che Bunny è una delle attrici porno della scuderia di Jackie Treehorn, sposatasi con suo padre al solo scopo di ottenere il denaro necessario per pagare il debito col magnate. Bunny avrebbe a suo dire inscenato il suo rapimento e chiede dunque a Drugo di recuperare la valigetta con i soldi del riscatto offrendogli anch'essa una ricompensa. Nel frattempo Jeffrey Lebowski è notevolmente arrabbiato con Drugo perché questi non è riuscito a consegnare il denaro del riscatto e, nel corso di un teso incontro, gli mostra un dito del piede tagliato, che dovrebbe appartenere a Bunny, speditogli dai rapitori. Quella sera Drugo viene nuovamente aggredito mentre si trova in vasca da bagno dai Nichilisti, i quali lo minacciano di castrazione, se non gli 
verrà consegnato il riscatto pattuito.
L'auto del Drugo, una Ford Gran Torino del 1973, viene nel frattempo ritrovata dalla polizia, ma della valigetta non c'è traccia. Drugo ritrova però all'interno dell'auto un compito in classe assegnato a uno studente quindicenne di nome Larry Sellers. Walter e Drugo riescono a scoprire dove abita l'adolescente e si recano alla sua abitazione, convinti che Larry abbia rubato l'auto e di conseguenza anche la valigia. Messo alle strette dai due, Larry non risponde a nessuna delle loro domande, e Walter, convintosi che stia facendo il furbo, esce dalla casa e danneggia con una spranga una Chevrolet Corvette nuova fiammante, parcheggiata di fronte alla casa, pensando che Larry l'abbia recentemente comprata con i soldi del riscatto. In realtà, però, il proprietario dell'auto si rivela essere un ignaro vicino di casa che, fuori di sé, si vendica danneggiando rovinosamente, con la medesima spranga, la già malridotta auto di Drugo.
Drugo viene poi ricevuto da Treehorn, che gli chiede dove si trovi Bunny, nella speranza di ottenere il denaro che lei gli deve. L'uomo, sentendosi dire per tutta risposta che il suo denaro è in mano a un ragazzino, mette della droga nel White Russian di Drugo, causandogli un trip psichedelico. Quando Drugo torna in sé, viene arrestato, redarguito e malmenato dal capo della polizia locale. Rilasciato, prende la strada di casa, ma viene costretto a procedere a piedi, dopo che il conducente del suo taxi lo butta fuori per aver criticato i suoi gusti musicali. Senza saperlo, viene sorpassato da Bunny che si scopre essere sana e salva e che non le è stato mozzato alcun dito. In un bar lì vicino, i Nichilisti sono seduti a un tavolo e l'unica componente femminile della banda ha un piede bendato e insanguinato (il dito mandato a Lebowski era quindi il suo, un espediente per convincerlo a pagare il riscatto).
Tornando a casa, Drugo trova il suo appartamento distrutto dai tirapiedi di Treehorn, venuti inutilmente a cercare la valigetta coi soldi. Successivamente viene sedotto da Maude e, dopo aver avuto un rapporto sessuale con lui, la donna gli rivela che vorrebbe avere un bambino e che suo padre in realtà non ha soldi: sua madre era quella ricca e ha donato i suoi soldi a una fondazione di beneficenza e Lebowski prende un sussidio mensile, fingendo, per pura vanità, di essere lui a gestire la fondazione. A quel punto Drugo si fa venire a prendere da Walter e gli spiega tutta la storia: Bunny era effettivamente scomparsa e i rapitori, suoi conoscenti, ne avevano approfittato per estorcere un milione di dollari al signor Lebowski. L'uomo tuttavia era in realtà stufo della moglie che gli chiedeva soldi in continuazione e, credendo che fosse stata rapita davvero, ha deciso di approfittarne. Con la scusa del riscatto ha ottenuto il milione dalla fondazione della figlia, dopodiché ha ingaggiato Drugo per consegnarlo. Tuttavia la valigetta che lui e Walter avrebbero dovuto consegnare era, a loro insaputa, anch'essa falsa, in quanto Lebowski tramava di tenersi il milione per sé e di far irritare i rapitori con il mancato riscatto sperando che uccidessero Bunny, per poi far ricadere la colpa della consegna fallita su Drugo. Drugo e Walter si dirigono alla villa dell'uomo, scoprono che Bunny era partita in visita da alcuni amici senza avvisare e affrontano il grande Lebowski, rivelandogli che hanno capito il suo piano. Quando quest'ultimo li minaccia di sbatterli fuori Walter, convinto che l'uomo finga anche la paralisi, lo solleva di forza dalla sedia a rotelle e lo butta a terra per smascherarlo. Con suo grande imbarazzo si scopre tuttavia che la sua disabilità è effettivamente vera.
Tornati al bowling, Drugo, Walter e Donny vengono insultati da Jesus Quintana che crede che il rinvio dell'incontro a causa dello shabbat sia solo una scusa. Dopo il consueto allenamento, vengono affrontati nel parcheggio dai Nichilisti che chiedono comunque i soldi del riscatto, anche se Drugo ha scoperto la verità sul finto rapimento. Nonostante il trio non abbia praticamente più nulla, i Nichilisti decidono di rapinarli ugualmente. Nel corso della colluttazione che segue, Walter riesce a mettere in K.O. i tre aggressori, ma Donny, spaventato dall'agguato, viene colto da un infarto e muore. Dopo il funerale e la successiva cremazione, Drugo e Walter si recano su una scogliera sull'Oceano Pacifico con l'intenzione di spargere le ceneri dell'amico. Walter però, dopo aver iniziato il suo discorso funebre per l'amico, si perde in un confuso e prolisso discorso incentrato sulla guerra del Vietnam, che poco o nulla ha a che vedere con Donny o con la loro lunga amicizia; successivamente sparge maldestramente le ceneri che, a causa del vento contrario, finiscono addosso sia a lui sia a Drugo invece che in acqua. Esasperato, Drugo perde le staffe e rimprovera l'amico per i suoi modi di fare e Walter, anziché arrabbiarsi, ammette per la prima volta la propria inadeguatezza. Consolandosi a vicenda per la scomparsa di Donnie decidono di andare al bowling. 
Lì, il narratore della vicenda (lo Straniero, un vecchio cowboy amico di Drugo) chiude il film rivolgendosi al pubblico. Rammaricandosi per la recente tragica scomparsa di Donny, suggerisce che Maude aspetta un "piccolo Lebowski" e si augura infine che Drugo e Walter possano vincere il torneo di bowling.

## Personaggi
- Jeffrey "Drugo" Lebowski (Jeff Bridges): pigro e fannullone, fumatore di marijuana e bevitore di White Russian, giocatore di bowling con gli amici Walter e Donny.
- Walter Sobchak (John Goodman): veterano del Vietnam (cosa che non manca mai di citare), migliore amico di Drugo e suo compagno di squadra di bowling, ha un temperamento iracondo. Di origine polacca, si professa ebreo, religione alla quale si era convertito per sposare la moglie, dalla quale ha divorziato da cinque anni. I fratelli Cohen si sono ispirati a John Milius per uno dei tratti caratteristici del personaggio di Walter Sobchak, cioè la passione per le armi.
- Theodore Donald "Donny" Kerabatsos (Steve Buscemi): ingenuo e bonario, è un giocatore di bowling ed ex-surfista, amico fraterno di Drugo e Walter.
- Jeffrey "il grande" Lebowski (David Huddleston): borioso miliardario paraplegico, dalla personalità egocentrica e teatrale.
- Maude Lebowski (Julianne Moore): artista d'avanguardia, femminista convinta e figlia del miliardario.
- Bunny Lebowski (Tara Reid): giovane e provocante moglie del signor Lebowski.
- Brandt (Philip Seymour Hoffman): segretario personale del miliardario.
- Jesus Quintana (John Turturro): un concorrente latino-americano del torneo di bowling. Viene definito da Walter "pederasta", per essersi esibito davanti a una bambina di otto anni.
- Jackie Treehorn (Ben Gazzara): magnate dell'industria pornografica.
- Lo straniero (Sam Elliott): frequentatore del bar del bowling; in chiusura funge da voce narrante, che cerca di trovare un senso all'intera storia.

## Produzione

### Sviluppo
Il personaggio di Drugo (in originale "Dude") è in gran parte ispirato a Jeff Dowd, un produttore cinematografico americano e attivista politico conosciuto dai fratelli Coen quando stavano cercando di trovare un distributore per il loro primo film, Blood Simple - Sangue facile. Dowd era stato membro dei "Seattle Seven", cioè uno dei sette attivisti più importanti del movimento radicale pacifista americano (del "Fronte di liberazione di Seattle"), amava bere cocktail White Russian, ed era soprannominato "The Dude". Drugo, inoltre, afferma in una scena di aver contribuito a stilare la Dichiarazione di Port Huron. Altra fonte di ispirazione fu un amico dei Coen, Peter Exline, un veterano della guerra del Vietnam che secondo quanto riferito viveva in un appartamento più simile a una discarica ed era orgoglioso di un piccolo tappeto che "legava la stanza insieme". Exline conosceva Barry Sonnenfeld dai tempi della New York University e Sonnenfeld gli presentò i fratelli Coen mentre questi cercavano di mettere insieme i fondi per Blood Simple. Exline divenne amico dei Coen e nel 1989, raccontò loro un sacco di aneddoti curiosi circa la sua vita, incluso uno sull'attore scrittore Lewis Abernathy (una delle ispirazioni per Walter), anche lui veterano del Vietnam che in seguito divenne un investigatore privato e lo aiutò a recuperare l'auto che gli avevano rubato. Come nel film, l'auto di Exline fu sequestrata dal dipartimento di polizia di Los Angeles e Abernathy trovò i compiti di un alunno di terza media sotto il sedile del passeggero.
Exline, inoltre, faceva parte di una squadra amatoriale di softball, ma i Coen nel film la cambiarono in una di bowling perché "è uno sport molto sociale in cui puoi sederti, bere e fumare mentre sei impegnato in una conversazione insensata". I fratelli Coen si incontrarono con il regista John Milius, mentre erano a Los Angeles per girare Barton Fink - È successo a Hollywood e incorporarono il suo amore per le armi nel personaggio di Walter. A sua volta, John Milius presentò i Coen a uno dei suoi migliori amici, Jim Ganzer, che sarebbe stato un'altra fonte di ispirazione per creare il personaggio interpretato da Jeff Bridges.
Secondo Julianne Moore, il personaggio di Maude era basato sull'artista Carolee Schneemann, "che dipingeva nuda seduta su un'altalena", e su Yōko Ono. Il personaggio di Jesus Quintana si ispirava, in parte, a un pezzo che John Turturro faceva a teatro nel 1988, intitolato Mi Puta Vida, nel quale interpretava un omosessuale, «quindi pensammo, facciamo diventare Turturro un pederasta. Sarà qualcosa con cui potrà davvero sbizzarrirsi!» raccontò Joel in un'intervista.
La struttura generale del film è influenzata dalla narrativa poliziesca di Raymond Chandler. Ethan disse: «Volevamo qualcosa che generasse una certa sensazione narrativa, come una moderna storia di Raymond Chandler, ed è per questo che doveva essere ambientata a Los Angeles […]. Volevamo avere un flusso narrativo, una storia che si muove come un libro di Chandler attraverso diverse parti della città e diverse classi sociali». L'uso della voce fuori campo dello sconosciuto viene anch'esso da Chandler, Joel osservò: «È un po' un sostituto del pubblico. Negli adattamenti cinematografici delle opere di Chandler, solitamente è il personaggio principale che parla fuori campo, ma non volevamo riprodurre l'effetto pari pari anche se ovviamente la fonte è quella. È come se qualcuno stesse commentando la trama da un punto di vista onniveggente. E allo stesso tempo riscoprendo la vecchia terrosità di un Mark Twain».
Il significato della cultura del bowling era, secondo Joel, "importante nel riflettere quel periodo alla fine degli anni cinquanta e inizio anni sessanta. Ciò si adattava bene al lato rétro del film, leggermente anacronistico, che ci rimanda a un'era non così lontana, ma nondimeno trascorsa".

### Sceneggiatura
La trama è parzialmente ispirata al romanzo Il grande sonno di Raymond Chandler. I fratelli Coen scrissero Il grande Lebowski quasi in contemporanea con Barton Fink - È successo a Hollywood. Quando però i due avrebbero voluto girare il film, John Goodman era impegnato a girare alcuni episodi della sitcom Pappa e ciccia, mentre Jeff Bridges era impegnato sul set del film Wild Bill di Walter Hill. Quindi decisero di girare Fargo nel frattempo. Secondo Ethan, "il film era stato concepito come imperniato sulla relazione tra il Drugo e Walter", e quindi i due attori erano indispensabili. Bridges e Goodman, inoltre, avevano proposto l'idea di ambientare il film nella Los Angeles contemporanea, perché le persone che avevano ispirato la storia vivevano nella zona. Joel Coen citò Il lungo addio di Robert Altman come influenza primaria del film, nel senso che The Big Lebowski è solo parzialmente ispirato ai libri di Chandler". Quando cominciarono a scrivere la sceneggiatura, i Coen scrissero solo 40 pagine e poi si fermarono per qualche tempo in attesa di maggiore ispirazione, pratica abituale nel loro modus operandi. Nella prima stesura del copione, la macchina del Drugo era una Chrysler LeBaron, come quella di Dowd, ma l'auto era troppo piccola per ospitare John Goodman e fu quindi cambiata in una Ford Torino.
La scena in cui Drugo trova un foglietto con il compito di scuola di un quindicenne nella sua auto rubata si riferisce a un fatto realmente accaduto a Pete Exline, amico dei Coen e reduce del Vietnam. Pete Exeline racconta di aver parzialmente ispirato insieme all'amico e reduce Lew Abernathy il personaggio di Walter.

### Pre-produzione
PolyGram e Working Title Films, che avevano finanziato Fargo, stanziarono un budget di 15 milioni di dollari per Il grande Lebowski. Durante il casting del film, Joel raccontò: «Tendevamo a scrivere parti per gente che conoscevamo o con cui avevamo già lavorato, e alcuni ruoli senza neppure sapere chi li avrebbe interpretati. In The Big Lebowski avevamo scritto le parti di John [Goodman] e Steve [Buscemi], ma non sapevamo chi avrebbe preso il ruolo di Jeff Bridges». In preparazione per la sua parte, Bridges si incontrò con Dowd, ma alla fine "attinse molto da se stesso negli anni sessanta e settanta". Disse: «Vivevo in un posto così e facevo uso di droghe, anche se penso di essere un po' più creativo del Drugo». L'attore recuperò dal proprio guardaroba l'abbigliamento che pensava sarebbe stato indossato dal personaggio e in linea con esso. Bridges adottò anche la stessa fisicità di Dowd, comprese la sciattezza e la pancia prominente. Originariamente, Goodman voleva un differente tipo di barba per Walter, ma i Coen insistettero per un taglio alla "gladiatore" perché si intonava meglio con i capelli a spazzola del personaggio.
Per il look del film, i Coen volevano allontanarsi dagli abituali cliché "anni sessanta" come musica dei Grateful Dead, hippy, ecc., e il direttore della fotografia Roger Deakins discusse con loro per ricreare una particolare atmosfera. I due gli dissero di volere che alcune parti del film dessero una sensazione di contemporaneo, ben ancorato nella realtà, e altre invece, come le sequenze oniriche, un'atmosfera più stilizzata. Bill e Jacqui Landrum si occuparono delle coreografie.

### Riprese
Le riprese del film si svolsero dal 27 gennaio 1997 al 25 aprile 1997.
Le riprese principali si svolsero a Los Angeles e dintorni lungo un periodo di undici settimane, includendo tutte le scene al bowling allo Hollywood Star Lanes (tre settimane di riprese) e la sequenza onirica "alla Busby Berkeley" del Drugo filmata in un hangar per aerei ormai dismesso. Le scene della residenza di Jackie Treehorn furono girate nello Sheats-Goldstein Residence, disegnato da John Lautner e costruito nel 1963 sulle colline di Hollywood.
Secondo Joel Coen, le uniche volte che dirigevano Bridges «era quando veniva all'inizio di ogni scena e chiedeva: "Pensate che il Drugo se ne sia fumato uno [spinello] sulla strada?" E solitamente io gli rispondevo "Sì"», e così Jeff si strofinava gli occhi per un po' così da averli arrossati». A Julianne Moore fu inviato il copione mentre era sul set di Il mondo perduto - Jurassic Park. Lavorò al film per sole due settimane, all'inizio e alla fine della produzione che durò dal gennaio all'aprile 1997. Sam Elliott fu sul set per soli due giorni e rifece molte volte la scena del suo discorso finale.

## Colonna sonora
La colonna sonora del film, pubblicata in CD il 10 febbraio 1998 con il titolo The Big Lebowski (Original Motion Picture Soundtrack), è composta da una miscela di vari genere musicali, comprendenti musica operistica, folk, pop, jazz, exotica e rock. Tra gli altri compaiono brani di Elvis Costello (My Mood Swings), Bob Dylan (The Man in Me), Nina Simone (I Got It Bad and That Ain't Good), Yma Sumac (Ataypura), Kenny Rogers (Just Dropped In), Piero Piccioni (Traffic Boom, brano tratto dalla colonna sonora di Tutto a posto e niente in ordine), Henry Mancini (Lujon).

## Distribuzione
Il grande Lebowski ebbe la sua prima mondiale al Sundance Film Festival il 18 gennaio 1998, nel cinema Eccles Theater. In febbraio il film fu presentato anche al Festival internazionale del cinema di Berlino, prima di essere distribuito in Nord America il 6 marzo 1998 in 1 207 sale. In Italia il film arrivò nei cinema due mesi dopo, il 1º maggio 1998.

## Accoglienza

### Incassi
Nel primo weekend di programmazione incassò 5,5 milioni di dollari al botteghino, finendo per totalizzare al box office 19,3 milioni di dollari negli Stati Uniti d'America. Gli incassi internazionali al di fuori degli Stati Uniti furono di 28,7 milioni di dollari, portando l'incasso mondiale a circa 48 milioni, a fronte del budget iniziale di 15 milioni di dollari.

### Critica
Sul sito web aggregatore di recensioni Rotten Tomatoes, il film ha un indice di gradimento pari all'80% basato su 191 recensioni da parte di critici professionisti, con un punteggio totale di 7.40 su 10. Il consenso dei critici del sito recita: "Tipicamente immagini visivamente sbalorditive e dialoghi nitidi da parte dei fratelli Coen, resi vivi dalle forti performance di Goodman e Bridges". Metacritic, che utilizza una media ponderata, assegna al film un punteggio di 71 su 100 basato su 23 recensioni, indicando "recensioni generalmente favorevoli". Il pubblico intervistato da CinemaScore diede al film un voto da "B" ad "A+" in una scala da A a F.
Molti critici associarono il film a una sorta di western moderno, mentre altri citarono invece un romanzo poliziesco che ruota attorno allo scambio d'identità. Peter Howell, nella sua recensione per il Toronto Star, scrisse: "È difficile credere che questo sia il lavoro di un team che l'anno scorso ha vinto l'Oscar per la sceneggiatura di Fargo. C'è una grande quantità di volgarità nel film, e sembra un tentativo puerile di sopperire le lacune nella storia". Howell cambiò opinione in una recensione successiva, e nel 2011 dichiarò che "Il grande Lebowski potrebbe essere il suo film preferito dei fratelli Coen".
Todd McCarthy della rivista Variety scrisse: "Uno degli indiscutibili trionfi del film è la sua colonna sonora, che mischia le musiche originali di Carter Burwell con pezzi di pop classico e alcune favolose cover". USA Today assegnò al film 3 stelle su 4 esprimendo il dubbio che il personaggio di Drugo potesse risultare un "eroe troppo passivo per suscitare interesse", ma definendo comunque brillante il film.
Nella sua recensione al film per il The Washington Post, Desson Howe lodò la regia dei Coen e "il loro ispirato, assurdo gusto per le stranezze".
Janet Maslin del The New York Times ebbe parole di merito per la recitazione di Bridges: "Mr. Bridges trova un ruolo così giusto per lui che sembra non essere mai stato altrove. [...] Un personaggio apparentemente sfasato, ma interpretato con un raffinato talento comico". Andrew Sarris, nella sua recensione per il New York Observer, scrisse: "Il risultato sono un sacco di risate e una sensazione di timore reverenziale nei confronti dell'artigianato coinvolto. Dubito che ci sarà qualcos'altro di più divertente nel resto di quest'anno". Su Empire Magazine, Ian Nathan diede cinque stelle al film, scrivendo: "Per coloro che si dilettano della visione divinamente astratta dei Coen sulla realtà, questo è puro nirvana" e aggiunse "in un mondo perfetto tutti i film sarebbero girati dai fratelli Coen". Roger Ebert ha dato il film una valutazione di tre stelle su quattro, descrivendolo come "stranamente coinvolgente". In una successiva recensione del 2010, Ebert diede a The Big Lebowski quattro stelle su quattro aggiungendo il film alla sua lista "Great Movies".
Dave Kehr, nella sua recensione per il Daily News, criticò la premessa del film come "un'idea stanca, che produce un film episodico, non coeso". The Guardian definì il film: "Un mucchio di idee infilate in una borsa e lasciate fuoriuscire a caso. Il film è esasperante e non vincerà alcun premio. Ma ha alcune battute fantastiche".

## Influenza culturale
- Dopo il 1998, sono usciti articoli e saggi che analizzano il mondo di Lebowski: nel 2009 è stato pubblicato The Year's Work in Lebowski Studies, a cura della Indiana University Press, che consiste in una raccolta di articoli che vanno dalla corretta preparazione del White Russian al carattere zen o trotskista del personaggio.[38]
- Dal 2002, ogni anno, a Louisville, in Kentucky, si svolge il Lebowski Fest, una celebrazione che ospita visioni collettive del film, concerti e raccoglie sosia dei protagonisti del film. Altre edizioni del Lebowski Fest si tengono ogni anno in diverse città degli Stati Uniti.[39]
- Nel 2014 il film è stato scelto per la preservazione nel National Film Registry della Biblioteca del Congresso degli Stati Uniti.[5]
- Il personaggio di Walter Sobchak, interpretato da John Goodman, ha ispirato il comico italiano Maurizio Crozza per la creazione del personaggio di Napalm51 nei programmi televisivi Crozza nel Paese delle Meraviglie e Fratelli di Crozza.[40]
- Sempre il personaggio di Walter Sobchak viene dichiarato dal mangaka Tatsuki Fujimoto come principale ispirazione per il personaggio di Power del suo manga Chainsaw Man, insieme a Eric Cartman da South Park.
- Il grande Lebowski è citato nel film del 2022 Non così vicino, con protagonista Tom Hanks.
- Il personaggio di Wild West della serie animata I Griffin, è basato su Lo Straniero, e doppiato proprio dallo stesso Sam Elliott.

## Riconoscimenti
- 1998 - European Film Awards
  - Candidatura per il miglior film internazionale a Joel Coen
- 1998 - Festival internazionale del cinema di Berlino
  - Candidatura per l'Orso d'oro a Joel Coen
- 1998 - Golden Aries Awards
  - Miglior film straniero
- 1999 - Empire Awards
  - Candidatura per il miglior film
- 1999 - Nastro d'argento
  - Candidatura per il regista del miglior film straniero a Joel Coen
- 1999 - Satellite Awards
  - Candidatura per il miglior attore in un film commedia o musicale a Jeff Bridges
  - Candidatura per il miglior attore non protagonista in un film commedia o musicale a John Goodman
  - Candidatura per la migliore attrice non protagonista in un film commedia o musicale a Julianne Moore

## Spin-off
I fratelli Coen hanno dichiarato che non faranno mai un seguito de Il grande Lebowski. Tuttavia, John Turturro mostrò interesse per interpretare nuovamente il personaggio di Jesus Quintana, e nel 2014 annunciò che aveva richiesto l'autorizzazione a usare il personaggio. Nel 2016 Turturro iniziò a lavorare al film, poi intitolato Jesus Rolls - Quintana è tornato!, basato su un film francese del 1974; Turturro ne era sceneggiatore, regista e protagonista. Il film uscì nel 2020. I fratelli Coen, sebbene avessero dato il permesso a Turturro di usare il personaggio, non parteciparono ai lavori del film, e nessun altro personaggio de Il grande Lebowski è presente nel film.